# Frank Haffey
Francis „Frank“ Haffey (* 28. November 1938 in Glasgow) ist ein ehemaliger schottischer Fußballtorhüter. Er absolvierte für Celtic Glasgow über 200 Pflichtspiele, war zweifacher Nationalspieler und galt als Exzentriker. Nach seinem Karriereende als Fußballspieler wurde er in Australien Kabarettsänger.

## Karriere

### Verein
Frank Haffey wurde im Jahr 1938 in der schottischen Metropole Glasgow geboren und wuchs im Stadtteil Ibrox auf. Er begann seine Fußballkarriere in den 1950er Jahren bei Campsie Black Watch. Am 18. Februar 1958 unterschrieb er einen Vertrag bei Celtic Glasgow. Sein Debüt für den Verein gab er am 30. April 1958 im Ligaspiel gegen Third Lanark. Unter Jimmy McGrory, dem Trainer von Celtic, blieb es in der Saison 1957/58 bei diesen einen Einsatz für ihn. Ab der Spielzeit 1958/59 kam Haffey in jeder Spielzeit bis 1963/64 jeweils zweistellig in der Liga zum Einsatz. In der Saison 1961/62 und 1962/63 war er Stammtorhüter von Celtic. Haffey verlor als Torhüter zwischen den Pfosten mit Celtic die schottischen Pokalfinalspiele 1961 und 1963 und blieb mit dem Verein ohne Titelerfolg. Im November 1963 erlitt er im Glasgow-Cup-Spiel gegen Partick Thistle einen Knöchelbruch, von dem er sich lange Zeit nicht erholte. Im Oktober 1964 wechselte er nach England zum Zweitligisten Swindon Town, nachdem er bei Celtic nicht mehr zum Einsatz gekommen war. Nach einem Jahr in Swindon wanderte er nach Australien aus und spielte in Sydney für die St. George Saints und Hakoah, bevor er Kabarettsänger wurde.

### Nationalmannschaft
Frank Haffey absolvierte zwei Länderspiele für die schottische Fußballnationalmannschaft, beide gegen England. Am 9. April 1960 gab er sein Debüt bei einem 1:1 im Hampden Park. Sein letzter Einsatz war am 15. April 1961 bei einer 3:9-Niederlage im Wembley-Stadion, der höchsten Niederlage Schottlands gegen England.